# Перфильевы
Перфильевы (Перфирьевы) — дворянский род.
Опричниками Ивана Грозного числились: Меньшик, Артём и Андрей Андреевич Перфильевы (1573).
Любим, Иов и Григорий Перфильевы жалованы (1627) от государей поместьями их отца.
К роду принадлежал Степан Васильевич (1734—1793), генерал-поручик, состоявший при воспитании великого князя Павла Петровича, а потом бывший петербургским губернатором.
Род Перфильевых внесён в VI часть родословной книги Костромской губернии (Гербовник, IX, 64).

## Описание герба
Щит разделён перпендикулярно надвое, в правом красном поле изображён до половины вылетающий с правой стороны чёрный орёл в короне с распростёртыми крыльями. В левом голубом поле означена выходящая из облака рука с мечом (польский герб Малая Погоня). Щит увенчан дворянским шлемом и короной, на поверхности которой находится согбенная в латах рука с мечом. Намёт на щите красный и голубой, подложенный золотом.
Герб внесён в Общий гербовник дворянских родов Российской империи, часть 9, стр. 64.

## Известные представители
- Перфильев, Кузьма Петрович — дьяк (1603). (в Боярской книге написан с отчеством, что говорит о высоком статусе).
- Перфильев, Нечай Федорович — дьяк, воевода в Тобольске (1608—1613) (три раза).
- Перфильев, Томило — дьяк (1640).
- Перфильев, Иван Иванович — воевода в Белоозерске (1662).
- Перфильев, Иван — сын боярский, воевода в Братском остроге и в Иркутске (1671—1684), Енисейске (1688).
- Перфильев, Иван Григорьевич — московский дворянин (1692)[2][3].
- Перфильев, Степан Васильевич (1734—1793) — генерал-майор, губернатор Санкт-Петербургской губернии
- Перфильев, Степан Васильевич (1795—1878) — генерал от кавалерии, почетный опекун Московского присутствия Опекунского Совета, губернатор Рязанской губернии[4], внук предыдущего. Жена — Анастасия Сергеевна (рожд. Ланская) (1813—1891).
- Перфильев, Василий Степанович (1826—1890) — русский государственный деятель, Московский губернатор (1878—1887). Родственник и друг Л. Н. Толстого, один из прототипов Стивы Облонского. Жена — графиня Прасковья Фёдоровна Толстая, дочь графа Ф. И. Толстого («Американца»).
- Перфильев, Сергей Степанович (1836—1909) — был адъютантом князя Барятинского на Кавказе (1857—1863) участвовал во взятии Шамиля, был ранен. Выйдя в отставку, служил при министерстве финансов, состоял в Москве мировым судьёй первого призыва, товарищем председателя гражданского отделения суда, почётный опекун.
- Перфильев, Сергей Аполлонович (1853—1918) — русский генерал, герой русско-японской войны.
- Перфильев, Дмитрий Сергеевич (1888—?) — полковник гвардейской артиллерии, герой Первой мировой войны.